# مكتبة جامعة بغداد
أسست المكتبة المركزية في جامعة بغداد عام 1959 على أثر قرار تأسيس الجامعة في عام 1957. تنقسم المكتبة إلى قسمين، الأول في منطقة الوزيرية ويحتوي ضمن مقتنياته كافة مصادر المعلومات في تخصصات العلوم الأجتماعية والأنسانية والتي تقدم خدماتها إلى كليات جامعة بغداد ضمن مجمع منطقة الوزيرية. أما موقعها الرئيسي والذي يضم مصادر المعلومات في التخصصات العلمية والعلوم الصرفة والتطبيقية فيقع ضمن مجمع كليات ومعاهذ جامعة بغداد في منطقة الجادرية.
وتعتبر الأمانة العامة للمكتبة المركزية من أوائل المكتبات الرئيسية في العراق، وقـد حرصت مذ تأسيسها على خدمة البحث العلمي وتقديم الخدمات للمستفيديــن بفئاتهم كافه وعملت جنباً إلى جنب مع المكتبات الكبيرة الأخرى في العراق ومنها المكتـبة الوطنية ومكتبة الأوقاف العامة ومكتبة المتحف العراقي ومكتبتي كلية الاداب وكلية الطب في عام 1957.

## الموقع الإلكتروني
http://www.clib.uobaghdad.edu.iq